# Золотий Потік II (гміна)
Гмі́на Золо́тий По́тік ІІ — сільська гміна у Бучацькому повіті Тернопільського воєводства Другої Речі Посполитої. Адміністративним центром гміни був Золотий Потік.
Гміна утворена 1 серпня 1934 року в рамках реформи на підставі нового закону про самоуправління (23 березня 1933 року).
Площа гміни — 139,56 км².
Кількість житлових будинків — 2684.
Кількість мешканців — 13244
Нову гміну було створено зі гмін (самоврядних громад): Губин, Возилів, Космирин, Костільники, Русилів, Скоморохи, Сновидів, Соколів, Сокілець, Стінка
Гміна ліквідована 17 січня 1940 року із включенням сіл до новоствореного Золотопотіцького району.